# Knufia
Knufia L.J. Hutchison & Unter – rodzaj workowców. W Polsce występuje jeden przedstawiciel tego rodzaju – Knufia peltigerae. Należy do porostów.

## Systematyka i nazewnictwo
Pozycja w klasyfikacji według Index Fungorum: Incertae sedis, Incertae sedis, Incertae sedis, Incertae sedis, Pezizomycotina, Ascomycota, Fungi.
Jest to niedawno utworzony nowy rodzaj o bliżej nieokreślonej przynależności taksonomicznej.

## Niektóre gatunki
- Knufia chersonesos (Bogom. & Minter) Tsuneda, Hambl. & Currah 2011
- Knufia cryptophialidica L.J. Hutchison & Unter. 1996
- Knufia endospora Tsuneda & Currah 2006
- Knufia epidermidis (D.M. Li, de Hoog, Saunte & X.R. Chen) Tsuneda, Hambl. & Currah 2011
- Knufia peltigerae (Fuckel) Réblová & Unter. 2013 – gatunek występujący w Polsce[3]
- Knufia tsunedae Madrid, Guarro & Crous 2013

Nazwy naukowe na podstawie Index Fungorum (uwzględniono tylko gatunki zweryfikowane).